# موتی
موتی شرکت ایتالیایی است که در زمینه غذاهای نگه داری شده به ویژه در بخش گوجه‌فرنگی تخصص دارد.